# Gynodiastylis jadzewskii
Gynodiastylis jadzewskii is een zeekommasoort uit de familie van de Gynodiastylidae. De wetenschappelijke naam van de soort is voor het eerst geldig gepubliceerd in 1999 door Blazewicz & Heard.